# Korsika (Odenwald)
Korsika ist ein Weiler im Odenwald, der zum Ortsteil Unter-Schönmattenwag der Gemeinde Wald-Michelbach gehört. Er geht zurück auf den um die Wende vom 18. zum 19. Jahrhundert neu angelegten Hof Corsica.

## Geografie
Der Weiler mit ungefähr 25 Häusern liegt etwa 500 m südlich von Unter-Schönmattenwag auf der Westseite des Ulfenbachtals.

## Name
Die Namensherkunft ist unklar.

## Geschichte

### Territoriale Zugehörigkeit
Korsika gehörte zum Kurfürstentum Mainz und war dort dem Unteren Erzstift und dessen Amt Hirschhorn zugeordnet. Mit dem Kurfürstentum fiel der Weiler 1803 an die Landgrafschaft Hessen-Darmstadt, die ab 1806 als Großherzogtum Hessen firmierte und lag dort in der Provinz Starkenburg und weiter im Amt Hirschhorn.

1821 trennte das Großherzogtum Hessen auch auf unterer Ebene Rechtsprechung und Verwaltung in seinen Provinzen Starkenburg und Oberhessen. Für die Verwaltung wurden Landratsbezirke geschaffen, die erstinstanzliche Rechtsprechung Landgerichten übertragen. 
 Korsika wurde dabei dem Landratsbezirk Hirschhorn und dem Landgericht Hirschhorn zugeteilt.
Bei der nächsten Verwaltungsreform, 1832, gelangte Korsika – zusammen mit Unter-Schönmattenwag – zum Kreis Heppenheim, gehörte 1848 bis 1852 zum Regierungsbezirk Heppenheim, anschließend zum Kreis Lindenfels und ab 1874 wieder zum Kreis Heppenheim, der aufgrund der Gebietsreform 1938 zum 1. Januar 1939 in Landkreis Bergstraße umbenannt wurde.

### Gerichtliche Zugehörigkeit
Mit Einrichtung der Landgerichte im Großherzogtum Hessen war ab 1821 das Landgericht Hirschhorn das Gericht erster Instanz.
Durch die Verwaltungsreformen von 1832, 1848 und zuletzt 1852 hatten sich nicht nur die Bezeichnungen der Verwaltungsbezirke, sondern auch deren Grenzen geändert. Um das wieder anzugleichen, revidierte das Großherzogtum 1853 in den Provinzen Starkenburg und Oberhessen umfassend die Zuständigkeitsbereiche der Gerichte. In der Folge wechselte Korsika (zusammen mit Unter-Schönmattenwag) zum Landgericht Waldmichelbach.
Anlässlich der Einführung des Gerichtsverfassungsgesetzes mit Wirkung vom 1. Oktober 1879, mit dem die bisherigen großherzoglich hessischen Landgerichte durch Amtsgerichte an gleicher Stelle ersetzt wurden, während die neu geschaffenen Landgerichte nun als Obergerichte fungierten, wurde nun das Amtsgericht Wald-Michelbach im Bezirk des Landgerichts Darmstadt zuständig.
1943 wurde der Amtsgerichtsbezirk Wald-Michelbach kriegsbedingt vorübergehend aufgelöst, dem Amtsgericht Fürth zugeordnet und dort als Zweigstelle geführt, was nach dem Krieg wieder rückgängig gemacht wurde. Zum 1. Juli 1968 wurde dann das Amtsgericht Wald-Michelbach endgültig aufgelöst. Dabei kam Korsika in die Zuständigkeit des ehemaligen Amtsgerichts Hirschhorn, das gleichzeitig eine Außenstelle des Amtsgerichts Fürth wurde. Die Außenstelle wurde 2003 aufgelöst.